# Ken Furphy
Kenneth Furphy (Stockton-on-Tees, 28 maggio 1931 – Devon, 17 gennaio 2015) è stato un allenatore di calcio e calciatore inglese, di ruolo difensore.

## Carriera

### Giocatore
Nella stagione 1950-1951 ha fatto parte della rosa dell'Everton, nella prima divisione inglese, senza però riuscire ad esordire in partite ufficiali; ha trascorso i successivi due anni con i dilettanti del Runcorn, prima di passare al Darlington, club dove ha militato per nove anni, dal 1953 al 1962; ha poi giocato nelle serie minori inglesi per altre sei stagioni (due con il Workington e quattro con il Watford), durante le quali aveva contemporaneamente già intrapreso anche la carriera da allenatore.

### Allenatore
Nella sua prima stagione dopo il ritiro da calciatore, vince la Third Division (terza divisione inglese) con il Watford, club che allena anche nelle successive due stagioni, entrambe trascorse nella seconda divisione inglese; nella stagione 1969-1970 raggiunge inoltre la semifinale di FA Cup. Dal 1971 al 1973 allena il Blackburn, in terza divisione, mentre nella stagione 1973-1974 subentra a campionato iniziato (a partire dall'ottava giornata) al posto di Jon Harris sulla panchina dello Sheffield Utd, con cui ottiene un tredicesimo posto in classifica nella prima divisione inglese. Viene riconfermato anche per la stagione 1974-1975, nella quale ottiene un quinto posto in classifica in campionato, alla pari con lo Stoke City, mancando di un punto la qualificazione alla Coppa UEFA.
Nel 1976 lascia lo Sheffield e si trasferisce negli Stati Uniti, dove allena i N.Y. Cosmos, nella NASL. Nel corso della stagione viene però sollevato dall'incarico e sostituito da Gordon Bradley.
A fine 1976 diviene poi allenatore dei Miami Toros, rimanendo in carica solo 39 giorni.
Ha successive esperienze presso i Detroit Express ed i Washington Diplomats.

## Palmarès

### Allenatore

#### Competizioni nazionali
- Third Division: 1

Watford: 1968-1969